# Tillandsia sueae
Tillandsia sueae är en gräsväxtart som beskrevs av Renate Ehlers. Tillandsia sueae ingår i släktet Tillandsia och familjen Bromeliaceae. Inga underarter finns listade i Catalogue of Life.

## Bildgalleri

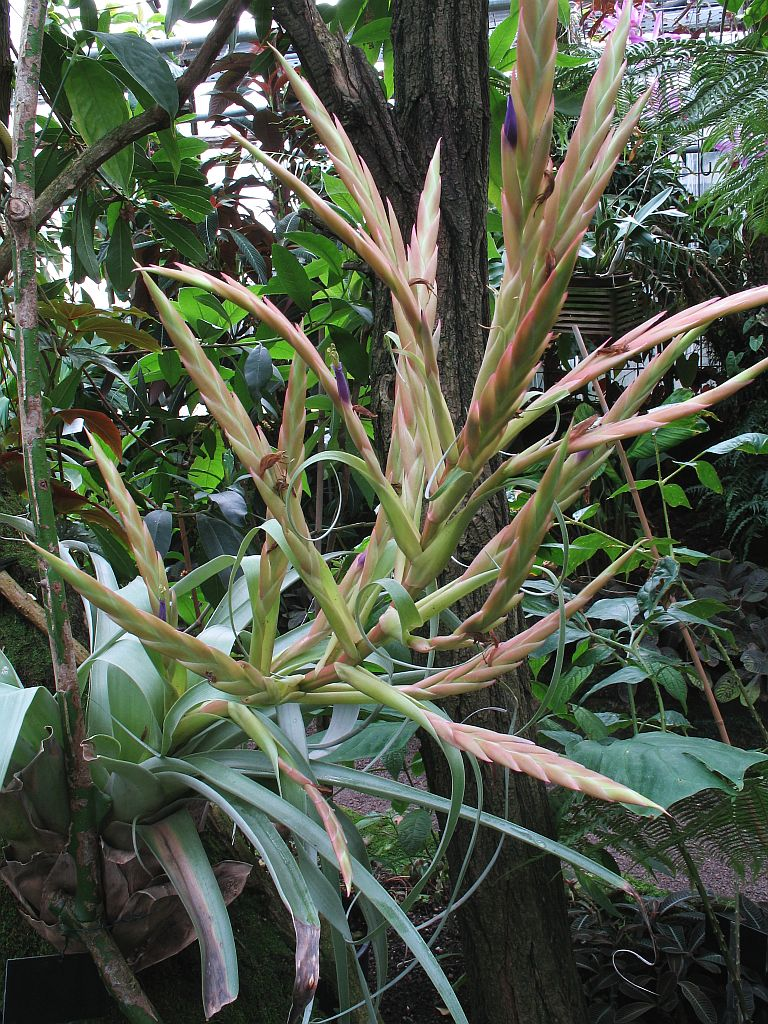
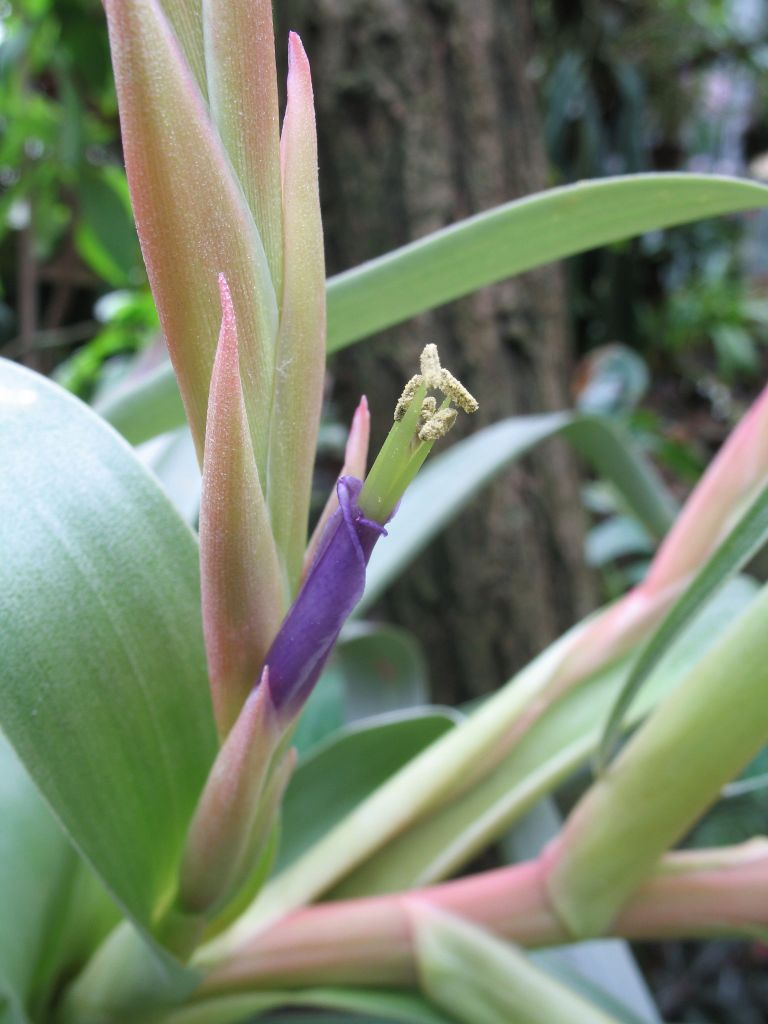